# シモーネ・ムラトーレ
シモーネ・ムラトーレ（Simone Muratore、1998年5月30日 - ）は、イタリア・クーネオ出身のサッカー選手。セリエA・アタランタBC所属。ポジションはミッドフィールダー。

## 経歴
ユヴェントスFC下部組織出身で、2018年9月16日セリエCアレッサンドリア・カルチョとの試合においてプロ初出場をした。2019年7月26日、Kリーグ選抜とのプレシーズンマッチに先発出場し、前半9分イグアインからのパスを受けて同点弾を決めた。
2019年12月11日、チャンピオンズリーグバイエル・レバークーゼン戦に後半48分から出場しトップチームデビューを果たした。ユヴェントスはムラトーレと2022年まで契約延長したことを発表した。
2020年6月29日、セリエA・アタランタBCへの移籍が発表された。移籍金は700万ユーロ。
2021年8月31日、1年ローンでポルトガルのCDトンデラに加入。

## タイトル
ユヴェントスFC
- セリエA  : 2019-20

U-23ユヴェントスFC
- コッパ・イタリア・セリエC  : 2019-20